# Charles Napier (Schauspieler)

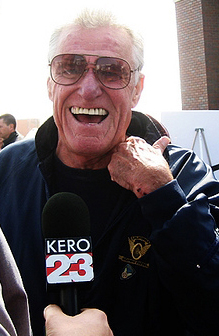
Charles Napier (2008)

Charles L. Napier (* 12. April 1936 in Scottsville, Allen County, Kentucky; † 5. Oktober 2011 in Bakersfield, Kalifornien) war ein US-amerikanischer Schauspieler und Synchronsprecher. Er wirkte in über 200 Filmen und Fernsehserien mit. Wiederholt arbeitete er mit den Regisseuren Russ Meyer und Jonathan Demme.

## Leben
Charles Napier wurde 1936 in Kentucky als Sohn des Tabakfarmers Linus Pitts Napier und dessen Frau Sara geboren.
Napier diente zuerst in der 11th Airborne Division der US Army, bevor er Schauspieler wurde. Er begann seine Karriere als Darsteller in Sexploitationfilmen und in kleineren Rollen in Serien wie Raumschiff Enterprise; seine erste bedeutende Rolle spielte er in dem Film Cherry, Harry & Raquel! (1970) von Russ Meyer. In Russ Meyers Film Blumen ohne Duft (1970) wirkte er ebenfalls mit. Bekannt machte ihn die Hauptrolle in dem Russ Meyer Film Supervixens – Eruption (1975). Mit seiner hochgewachsenen Statur wurde Napier oftmals auf Schurken oder autoritäre Figuren wie Polizisten und Offiziere besetzt.
Mit Regisseur Jonathan Demme drehte Napier fünf Filme. In dem Thriller Tödliche Umarmung (1979) von Jonathan Demme spielte Napier neben Roy Scheider und Christopher Walken eine größere Rolle. Es folgte die Rolle eines Geheimdienstlers in dem Welterfolg Rambo II – Der Auftrag (1985, neben Sylvester Stallone) und in der Krimikomödie Gefährliche Freundin (1986, neben Jeff Daniels und Melanie Griffith) von Jonathan Demme die eines um sein Geld geprellten Kochs und Restaurantbesitzers. Ebenso spielte er in Demmes Komödie Die Mafiosi-Braut mit. Ein Jahr später begann Demme mit den Dreharbeiten zu dem Film, der sein größter Erfolg werden sollte: Der Thriller Das Schweigen der Lämmer (1991). Hier spielte Napier den Polizisten Lt. Boyle, der von Hannibal Lecter (Anthony Hopkins) vor seiner Flucht ermordet wird. In Demmes Film Philadelphia (1993) war er als souveräner Richter Garnett zu sehen, bei dem Andrew Beckett (Tom Hanks), unterstützt von Joe Miller (Denzel Washington), um sein Recht kämpft. Einige Hauptrollen spielte Napier in weniger bekannten Filmen wie Alien Species – Die Nacht der Invasion (1996) oder DinoCroc (2004).
Charles Napier war in zweiter Ehe mit Delores „Dee“ Wilson verheiratet. Er verstarb am 5. Oktober 2011 im Alter von 75 Jahren. Neben seiner zweiten Frau hinterließ er die beiden gemeinsamen Kinder sowie einen weiteren Sohn aus seiner ersten Ehe.

## Filmografie (Auswahl)
- 1968, 1971–1972: Kobra, übernehmen Sie (Mission Impossible, Fernsehserie, 3 Folgen)
- 1969: Raumschiff Enterprise (Star Trek, Fernsehserie, Folge 3x20 Die Reise nach Eden)
- 1970: Cherry, Harry & Raquel!
- 1970: Blumen ohne Duft (Beyond the Valley of the Dolls)
- 1975: Supervixens – Eruption (Supervixens)
- 1975: Kojak – Einsatz in Manhattan (Kojak, Fernsehserie, eine Folge)
- 1975, 1977: Detektiv Rockford – Anruf genügt (The Rockford Files, Fernsehserie, 2 Folgen)
- 1975, 1978: Starsky & Hutch (Fernsehserie, 2 Folgen)
- 1977: Wie Blitz und Donner (Thunder and Lightning)
- 1977: Flotte Sprüche auf Kanal 9 (Citizens Band)
- 1977–1978: Der Weg nach Oregon (The Oregon Trail; Fernsehserie, 13 Folgen)
- 1979: Tödliche Umarmung (Last Embrace)
- 1979–1982: Der unglaubliche Hulk (The Incredible Hulk, Fernsehserie, 49 Folgen, Sprechrolle)
- 1980: Blues Brothers (The Blues Brothers)
- 1980: Melvin und Howard (Melvin and Howard)
- 1981: Wacko
- 1981: Ein Duke kommt selten allein (The Dukes of Hazzard)
- 1982: Knight Rider (Pilotfilm)
- 1983: Das A-Team (The A-Team, Fernsehserie, eine Folge)
- 1984: Swing Shift – Liebe auf Zeit (Swing Shift)
- 1985: Rambo II – Der Auftrag (Rambo: First Blood Part II)
- 1986: Die Mathematik des Schreckens (Body Count)
- 1986: Gefährliche Freundin (Something Wild)
- 1986: Mord ist ihr Hobby (Murder She Wrote, Fernsehserie, Folge 3x01 Ein neues Leben)
- 1988: Die Rückkehr des unheimlichen Hulk (The Incredible Hulk Returns)
- 1988: Die Mafiosi-Braut (Married to the Mob)
- 1990: Future Zone
- 1990: Grifters (The Grifters)
- 1990: Miami Blues
- 1991: Das Schweigen der Lämmer (The Silence of the Lambs)
- 1991: Skeeter – Invasion des Grauens (Skeeter)
- 1993: Loaded Weapon 1 (National Lampoon’s Loaded Weapon 1)
- 1993: Philadelphia
- 1993: Renegade – Gnadenlose Jagd (Renegade, Fernsehserie, 3 Folgen)
- 1993: Body Bags (Fernsehfilm)
- 1995: 3 Ninjas – Fight & Fury (3 Ninjas Knuckle Up)
- 1995: Chaos! Schwiegersohn Junior im Gerichtssaal (Jury Duty)
- 1995: Star Trek: Deep Space Nine (Fernsehserie, Folge Kleine Grüne Männchen)
- 1995: Auf der Suche nach der magischen Maske (Max Is Missing)
- 1996: Alien Species – Die Nacht der Invasion (Alien Species)
- 1996: Cable Guy – Die Nervensäge (The Cable Guy)
- 1997: Steel Man (Steel)
- 1997: Austin Powers – Das Schärfste, was Ihre Majestät zu bieten hat (Austin Powers: International Man of Mystery)
- 1999: Der große Mackenzie (The Big Tease)
- 1999: Der Pirat aus der Vergangenheit (Pirates of the Plain)
- 1999: Louisiana Nights – Eine tödliche Intrige (Cypress Edge)
- 1999: 127 Tage Todesangst (Lima: Breaking the Silence)
- 2000: Familie Klumps und der verrückte Professor (Nutty Professor II: The Klumps)
- 2001: Diagnose: Mord (Diagnosis Murder, Fernsehserie, zwei Episoden)
- 2004: DinoCroc
- 2004: Der Manchurian Kandidat (The Manchurian Candidate)
- 2006: Monk (Fernsehserie, Folge 4x11 Mr. Monk Bumps His Head)
- 2008: Porn Horror Movie (One-Eyed Monster)
- 2008: Cold Case – Kein Opfer ist je vergessen (Cold Case, Fernsehserie, eine Folge)
- 2009: The Goods – Schnelle Autos, schnelle Deals (The Goods: Live Hard, Sell Hard)
- 2009: Sunset Vampires – Biss in alle Ewigkeit (Life Blood)
- 2011: Archer (Fernsehserie, eine Folge, Sprechrolle)